# 9 de diciembre
El 9 de diciembre es el 343.º (tricentésimo cuadragésimo segundo) día del año en el calendario gregoriano y el 344.º en los años bisiestos. Quedan 22 días para finalizar el año.

## Acontecimientos
- 536: en Italia, el general bizantino Belisario entra en Roma aunque el pacto con los ostrogodos hace que abandone la ciudad, volviendo a la capital de su antiguo imperio.
- 1165: en Jedburgh muere el rey Malcolm IV de Escocia después de un reinado de 12 años, y es sucedido por su hermano Guillermo I el León como rey de Escocia (hasta 1214).
- 1688: en la batalla de Reading, Guillermo de Orange se alza victorioso sobre Jacobo II, rey de Inglaterra, en el contexto de la revolución gloriosa.
- 1348: en España tiene lugar la batalla de Mislata.
- 1531: en el Cerro del Tepeyac (cerca de la actual Ciudad de México), el indígena Juan Diego Cuauhtlatoatzin afirma que se le apareció la Virgen de Guadalupe.
- 1703: se registra el último día de la Gran Tormenta de 1703 ―la más violenta registrada en la Historia del norte de Europa―. Comenzó el 5 de diciembre («24 de noviembre» según el calendario juliano vigente en esas fechas en Europa), abarcando un área de 500 km de anchura, que incluyó Gales, el centro y el sur de Inglaterra, el mar del Norte, los Países Bajos y el norte de Alemania. Se informaron tornados. El periodista y escritor británico Daniel Defoe (autor de Robinson Crusoe) escribió que fue «la más terrible tormenta que haya visto el mundo». Se hundieron muchos barcos de las flotas de guerra neerlandesas y británicas, con centenares de ahogados. En muchos lugares se produjeron marejadas ciclónicas. Las inundaciones generadas ahogaron a un número indeterminado de personas (entre 8000 y 15 000).
- 1759: llega a Madrid, procedente de Nápoles, Carlos III, para hacerse cargo del trono de España.
- 1774: en Melilla (España), Mohámmed ben Abdallah, sultán de Marruecos, pone sitio a la ciudad española, que no consigue conquistar.
- 1811: en Tunja (Colombia) se proclama la República de Tunja y se promulga la primera constitución de Colombia.
- 1824: en el Perú se libra la Batalla de Ayacucho, último enfrentamiento importante entre los realistas y patriotas. Se asegura la independencia de América del Sur.[1]
- 1828: en Argentina, el ejército unitario (al mando de Juan Lavalle) vence al ejército federal de gauchos e indios (al mando de Manuel Dorrego) en la batalla de Navarro. Lavalle hará fusilar al prisionero Dorrego (gobernador constitucional de Buenos Aires) para usurpar su cargo.
- 1835: la República de Texas captura la aldea de San Antonio.
- 1851: en Montreal (Canadá) se establece la primera asociación YMCA.
- 1852: en España se publica, por Real Orden, la equivalencia de pesas y medidas tradicionales con el sistema métrico decimal.
- 1856: la ciudad de Bushehr (Irán) se rinde a las fuerzas británicas.
- 1872: en los Estados Unidos, P. B. S. Pinchback se convierte en gobernador interino del estado de Luisiana durante 35 días (es la primera persona de ascendencia afrodescendiente en conseguirlo).
- 1873: cerca de la villa de Paraná (provincia de Entre Ríos) ―en el marco de la última guerra civil argentina―, el ejército unitario del presidente Domingo Faustino Sarmiento perpetra la masacre de Don Gonzalo contra los gauchos del caudillo Ricardo López Jordán. Es la primera vez que se utilizan en Argentina ametralladoras y fusiles con balas explosivas.
- 1879: en España, Antonio Cánovas del Castillo es nombrado presidente del gobierno.
- 1892: en Newcastle upon Tyne, se funda el Newcastle United Football Club.
- 1897: en París (Francia), la activista Marguerite Durand funda el primer diario feminista, La Fronde.
- 1905: en París (Francia) se aprueba la Ley de separación de la Iglesia y el Estado.
- 1907: en Detroit se celebra la primera edición del Salón del Automóvil de Detroit, el más importante del continente.
- 1917: en Palestina, Edmund Allenby captura Jerusalén.
- 1922: en Polonia, Gabriel Narutowicz se proclama primer ministro.
- 1924: en el estado Amazonas (Venezuela) el ingeniero Santiago Aguerrevere funda Puerto Ayacucho, capital del estado.
- 1931: en España se aprueba la Constitución de la Segunda República.
- 1937: en la ciudad china de Nankín ―en el marco de la segunda guerra sino-japonesa―, las tropas imperiales japonesas al mando del teniente general Príncipe Yasuhiko Asaka, lanzan un asalto sobre la ciudad (batalla de Nankín). Las victoriosas tropas japonesas se entregan entonces a una orgía de violaciones y asesinatos conocida como la masacre de Nankín.
- 1940: cerca de Sidi Barrani (Egipto) ―en el marco de la Segunda Guerra Mundial―, tropas británicas e indias bajo el mando del mayor general Richard O'Connor atacan a las fuerzas italianas (Operación Compass).
- 1941: en el marco de la Segunda Guerra Mundial, China, Corea, Cuba, Filipinas y Guatemala declaran la guerra a Alemania y Japón.
- 1948: en la sede de la ONU (Organización de las Naciones Unidas) en Nueva York se adopta Convención para la Prevención y la Sanción del Delito de Genocidio es adoptada.
- 1950: en los Estados Unidos, el espía Harry Gold es sentenciado a treinta años de cárcel por pasar información a Emil Julius Klaus Fuchs sobre el Proyecto Manhattan a la Unión Soviética.
- 1953: en los Estados Unidos ―en el marco de la caza de brujas macartista― la empresa General Electric anuncia que los trabajadores comunistas serán despedidos.
- 1957: en el área S3i del Sitio de pruebas atómicas de Nevada (a unos 100 km al noroeste de la ciudad de Las Vegas), a las 12:00 (hora local) Estados Unidos detona en la superficie su bomba atómica Coulomb-C, de 0,5 kilotones. Es la bomba n.º 120 de las 1131 que Estados Unidos detonó entre 1945 y 1992.
- 1961: Tanganica se independiza de Reino Unido.
- 1966: en Bangkok (Tailandia) comienzan los V Juegos Asiáticos.
- 1966: en Londres se publica el álbum A Quick One de la banda británica The Who.
- 1968: en San Francisco, fue presentado oficialmente el mouse.[2]
- 1970: en la Ciudad de México, Javier Pérez de Anda y Adrián Pereda López fundan el Grupo Radiorama.
- 1975: En Argentina, se crea la IX Brigada Aérea de la Fuerza Aérea Argentina, con asiento en la Base Aérea Militar Comodoro Rivadavia (Decreto Nº3774 - BAR Nº1921).[3]
- 1978: en Bangkok (Tailandia) comienzan los VIII Juegos Asiáticos.
- 1982: en España se abre la Verja de Gibraltar.
- 1983: en un pozo a 244 metros bajo tierra, en el área U3Ls del Sitio de pruebas atómicas de Nevada (a unos 100 km al noroeste de la ciudad de Las Vegas), a las 8:00 (hora local) Estados Unidos detona su bomba atómica Muggins, de 1,5 kilotones. Es la bomba n.º 1005 de las 1131 que Estados Unidos detonó entre 1945 y 1992.
- 1983: se celebra en la ciudad de Villa Carlos Paz en Argentina, el Primer Encuentro de Profesionales Informáticos de ese país.
- 1985: en Argentina se dicta la sentencia del Juicio a las Juntas, condenando a Jorge Rafael Videla y Emilio Eduardo Massera a reclusión perpetua, a Roberto Eduardo Viola a 17 años de prisión, a Armando Lambruschini a 8 años de prisión y a Orlando Ramón Agosti a 4 años de prisión.
- 1987: en Gaza (Palestina) estalla el primer día de enfrentamientos (la primera Intifada o levantamiento popular palestino) tras el asesinato de cuatro trabajadores palestinos, atropellados por un camión israelí el día anterior.
- 1988: un terremoto asola la república de Armenia. El sismo provoca según las primeras estimaciones más de 50 000 muertos.
- 1988: en España se aprueba la implantación de la anchura de vía internacional en las líneas de alta velocidad y la realización de un informe técnico para sustituir el ancho de la vía del ferrocarril español antes de 2010.
- 1988: en el área U8n del Sitio de pruebas atómicas de Nevada (a unos 100 km al noroeste de la ciudad de Las Vegas), a las 7:15 (hora local) Estados Unidos detona sus bomba atómica Kawich Blue-4 (de menos de 20 kilotones, en la superficie) y Kawich White-3 (de 3 kilotones, en un pozo a 384 m de profundidad). Son las bombas n.º 1087 y 1088 de las 1131 que Estados Unidos detonó entre 1945 y 1992.
- 1990: en Colombia se realizan las elecciones para la Asamblea Nacional Constituyente, estamento convocado para dar forma a la Constitución política de Colombia.
- 1990: en Polonia, Lech Wałęsa se convierte en presidente.
- 1990: en Tokio, el AC Milan de Italia se consagra campeón de la Copa Intercontinental al vencer al Club Olimpia de Paraguay por 3 a 0.
- 1991: la Unión Soviética queda disuelta oficialmente.
- 1996: en Bangkok, el Consejo Olímpico de Asia da a conocer el Himno oficial de la organización deportiva. La obra es una agrupación de sonidos de las culturas del continente asiático para representar su cooperación y unidad.
- 1997: en Kioto entra en vigor el protocolo de Kioto
- 2003: en la Plaza Roja de Moscú, una bomba mata a seis personas.
- 2006: en un centro de rehabilitación dentro de un hospital de Moscú, un incendio mata a 45 personas.
- 2007: Argentina, Bolivia, Brasil, Ecuador, Paraguay, Uruguay y Venezuela firman el acta fundacional del Banco del Sur.
- 2012: en Iturbide (México) ocurre el Accidente del Learjet, en el que fallece la cantante estadounidense Jenni Rivera.
- 2015: en Argentina, Cristina Fernández de Kirchner deja la presidencia tras 8 años en el gobierno mediante una resolución judicial, dejando al Presidente Provisional del Senado Federico Pinedo como Presidente cautelar de ese país.
- 2015: en el Estadio Nemesio Camacho El Campín el Club Independiente Santa Fe se corona campeón de la Copa Sudamericana 2015 frente al Club Atlético Huracán por penales.
- 2018: el freestyler Wos se consagra campeón de Red Bull Batalla de los Gallos Internacional Argentina edición 2018 después de vencer a Aczino en la final, imponiéndose con 3 votos a favor y 2 votos a replica.
- 2018: en el Estadio Santiago Bernabéu, el equipo de fútbol River Plate consigue el título de la Copa Libertadores 2018 al derrotar 3-1 e imponerse por un marcador global de 5-3 a Boca Juniors, con goles de Lucas Pratto, Juan Fernando Quintero y Gonzalo Nicolás Martínez.
- 2021: se hace pública a través de un tuit la vulnerabilidad Log4j, que afecta a sistemas Java como Cloudflare, iCloud, Minecraft (Java Edition), Steam, Tencent QQ o Twitter.[4]
- 2021: en Chiapas (México) se registra la volcadura de un tractocamión que circulaba sobre la carretera Chiapa de Corzo-Tuxtla Gutiérrez (parte de la Carretera Panamericana) el cual transportaba a 160 migrantes centroamericanos hacinados que buscaban llegar a Estados Unidos. 55 personas fallecieron y 105 personas más resultaron heridas.[5][6]
- 2022: en Perú se suscitan protestas en contra del gobierno de Dina Boluarte, por parte de un grupo de simpatizantes del destituido presidente Pedro Castillo.

## Nacimientos
- 1508: Regnier Gemma Frisius, matemático y astrónomo neerlandés (f. 1555).
- 1571: Adriaan Metius, geómetra y astrónomo neerlandés. (f. 1635).
- 1579: Martín de Porres, religioso y santo dominico peruano (f. 1639).
- 1594: Gustavo II Adolfo, rey de Suecia entre 1611 y 1632 (f. 1632).
- 1608: John Milton, escritor británico (f. 1674).
- 1610: Baldassare Ferri, cantante italiano (f. 1680).
- 1667: William Whiston, matemático británico (f. 1752).
- 1709: Luisa Isabel de Orleans, aristócrata francesa, esposa del rey Luis I (f. 1742).
- 1717: Johann Joachim Winckelmann, arqueólogo e historiador alemán (f. 1768).
- 1724: María Amalia de Sajonia, aristócrata alemana (f. 1742).
- 1742: Carl Wilhelm Scheele, químico sueco (f. 1786).
- 1745: Maddalena Laura Sirmen, violinista y compositora italiana. (f. 1818).
- 1748: Claude Louis Berthollet, químico francés (f. 1822).
- 1748: Vicente González Moreno, militar español (f. 1839).
- 1751: María Luisa de Parma, reina consorte de España, esposa de Carlos IV (f. 1819).
- 1771: Dámaso Antonio Larrañaga, religioso, arquitecto, estanciero, naturalista y botánico uruguayo (f. 1848).
- 1805: Tomás Villalba, político y presidente uruguayo (f. 1886).
- 1808: Álvaro Dávila y Adorno, aristócrata español (f. 1858).
- 1809: Ambrosio López Pinzón, artesano y político colombiano (f. 1897).
- 1829: Julio Vizcarrondo, político español y portorriqueño (f. 1889).
- 1837: Émile Waldteufel, compositor francés (f. 1915).
- 1842: Piotr Kropotkin, geógrafo, filósofo y anarquista ruso (f. 1921).
- 1845: Joel Chandler Harris, periodista y escritor estadounidense (f. 1908).
- 1850: Emma Abbott, soprano estadounidense (f. 1891).
- 1863: John Burnet, filólogo clásico británico (f. 1928).
- 1868: Fritz Haber, químico alemán, premio nobel de química en 1918 (f. 1934).
- 1870: Francisco S. Carvajal, político mexicano (f. 1932).
- 1876: Berton Churchill, actor canadiense (f. 1940).
- 1879: Erwin Popper, médico pediatra austríaco, uno de los tres descubridores del virus de la polio (f. 1955).
- 1881: Eduardo López Bustamante, jurista y periodista venezolano (f. 1939)
- 1882: Joaquín Turina, compositor español (f. 1949).
- 1889: Hannes Kolehmainen, atleta finlandés (f. 1966).
- 1891: Maksim Bahdanovič, poeta bielorruso (f. 1917).
- 1893: Alfonso Cortés, poeta nicaragüense (f. 1969).
- 1895: Dolores Ibárruri (Pasionaria), dirigente comunista española (f. 1989).
- 1895: Conchita Supervía, mezzosoprano española (f. 1936).
- 1895: Roberto Garza Sada, empresario, industrial y filántropo mexicano (f. 1979).
- 1897: Hermione Gingold, actriz británica (f. 1987).
- 1899: Jean de Brunhoff, autor francés (f. 1937).
- 1900: Joseph Needham, bioquímico británico (f. 1995).
- 1901: Carol Dempster, actriz estadounidense (f. 1991).
- 1901: Ödön von Horváth, escritor húngaro-austriaco (f. 1938).
- 1902: Margaret Hamilton, actriz estadounidense (f. 1985).
- 1905: Dalton Trumbo, cineasta estadounidense (f. 1976).
- 1905: Emilio Carranza, aviador mexicano (f. 1928).
- 1906: Grace Murray Hopper, matemática estadounidense (f. 1992).
- 1907: Fernando María Castiella, político y diplomático español (f. 1976).
- 1909: Douglas Fairbanks, Jr., cineasta estadounidense (f. 2000).
- 1911: Broderick Crawford, actor estadounidense (f. 1986).
- 1911: Carlos Sentís, periodista español (f. 2011).
- 1914: Hildegart Rodríguez Carballeira (f. 1933), feminista española.
- 1915: Elisabeth Schwarzkopf, cantante de ópera germano-británica (f. 2006).
- 1916: Kirk Douglas, actor estadounidense (f. 2020).
- 1917: Leo James Rainwater, físico estadounidense, premio nobel de física en 1975 (f. 1986).
- 1918: Alejandra Boero, actriz argentina (f. 2006).
- 1919: William Lipscomb, químico estadounidense, premio nobel de química en 1976 (f. 2011).
- 1920: Carlo Azeglio Ciampi, economista y presidente italiano (f. 2016).
- 1921: Sandro Mariátegui, abogado y político peruano (f. 2013).
- 1922: Redd Foxx, comediante estadounidense (f. 1991).
- 1924: Manlio Sgalambro, filósofo y poeta italiano (f. 2014).
- 1926: Pompín Iglesias, fue un actor comediante colombiano-mexicano. (f. 2007).
- 1926: Luis Miguel Dominguín, matador español (f. 1996).
- 1926: Henry Way Kendall, físico estadounidense, premio nobel de física en 1990 (f. 1999).
- 1927: Germán Bidart Campos, abogado, profesor y jurista argentino, reconocido por sus múltiples obras de Derecho (f. 2004).
- 1927: Pierre Henry, compositor francés (f. 2017).
- 1928: Dick Van Patten, actor estadounidense (f. 2015).
- 1929: John Cassavetes, cineasta estadounidense (f. 1989).
- 1929: Bob Hawke, político australiano, primer ministro entre 1983 y 1991 (f. 2019).
- 1929: Ignacio Araujo, arquitecto español.
- 1930: Buck Henry, actor, guionista y director estadounidense (f. 2020).
- 1930: Arnold Belkin, artista mexicano (f. 1992).
- 1930: Edoardo Sanguineti, escritor italiano (f. 2010).
- 1933: Irma Serrano, cantante, actriz y política mexicana (f. 2023).
- 1934: Judi Dench, actriz británica.
- 1934: Óscar Mejía Víctores, político y militar guatemalteco, presidente de facto entre 1983 y 1986 (f. 2016).
- 1934: Junior Wells, músico estadounidense (f. 1998).
- 1937: Fanny Mandelbaum, periodista argentina.
- 1941: Beau Bridges, actor estadounidense.
- 1941: Christine Delphy, socióloga y teórica feminista francesa.
- 1941: César Mascetti, periodista argentino.
- 1942: Daisy Granados, actriz cubana.
- 1946: Sonia Gandhi, política india.
- 1946: Hermann Gunnarsson, futbolista y balonmanista islandés.
- 1947: Tom Daschle, político estadounidense.
- 1948: Gioconda Belli, poetisa y novelista nicaragüense.
- 1948: Dennis Dunaway, músico estadounidense.
- 1948: Lukas (Luis Carlos Mejía Mora), cantautor colombiano de rock.
- 1949: Jairo Varela, cantautor de salsa colombiano, fundador del Grupo Niche (f. 2012).

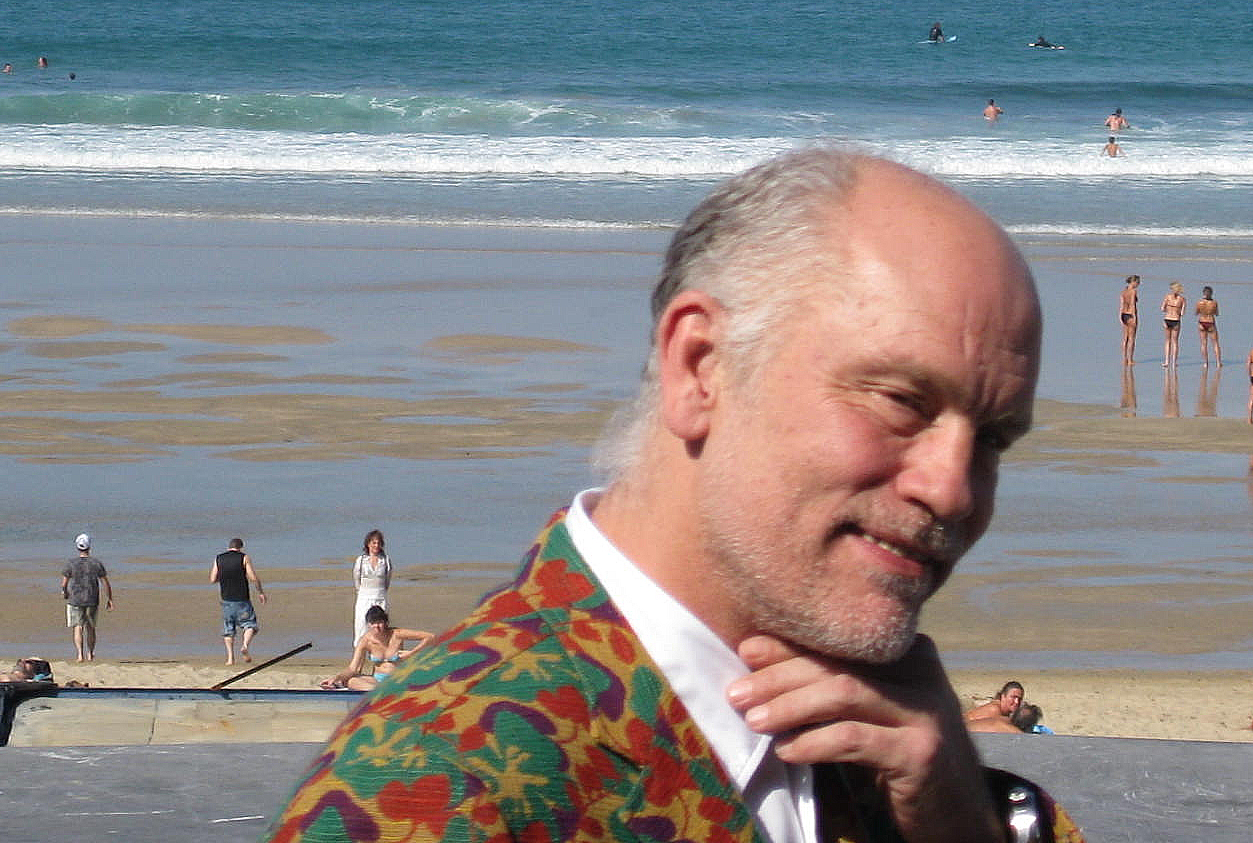
John Malkovich

- 1953: Guillermo García González, ajedrecista cubano, tricampeón nacional (f. 1990).
- 1953: John Malkovich, actor y cineasta estadounidense.
- 1954: Henk ten Cate, futbolista y entrenador neerlandés.
- 1954: Jean-Claude Juncker, político luxemburgués.
- 1954: Mary Fallin, política estadounidense, gobernadora de Oklahoma.
- 1955: Miquel Pairolí, escritor y periodista español (f. 2011).
- 1956: Oscar Garré, futbolista argentino.
- 1956: Ernesto Sanz, político argentino.
- 1956: Jean-Pierre Thiollet, autor francés.
- 1957: Emmanuel Carrère, escritor, director y guionista francés.
- 1957: José Luis Gil, actor español.
- 1958: Rikk Agnew, guitarrista estadounidense, de la banda Christian Death.
- 1958: Ethel Koffman, cantante y docente argentina.
- 1958: Nick Seymour, músico australiano, de la banda Crowded House.
- 1959: José Luis Ábalos, político español.
- 1960: Juan Samuel, beisbolista dominicano.
- 1961: Aníbal Litvin, periodista, escritor y humorista argentino.
- 1961: David Anthony Higgins, actor estadounidense.
- 1962: Felicity Huffman, actriz estadounidense.
- 1962: Juan Atkins, músico tecno estadounidense.
- 1963: Masako Owada, princesa japonesa.
- 1963: Zurab Shvania, primer ministro georgiano (f. 2005).
- 1964: Paul Landers, guitarrista alemán, de la banda Rammstein.

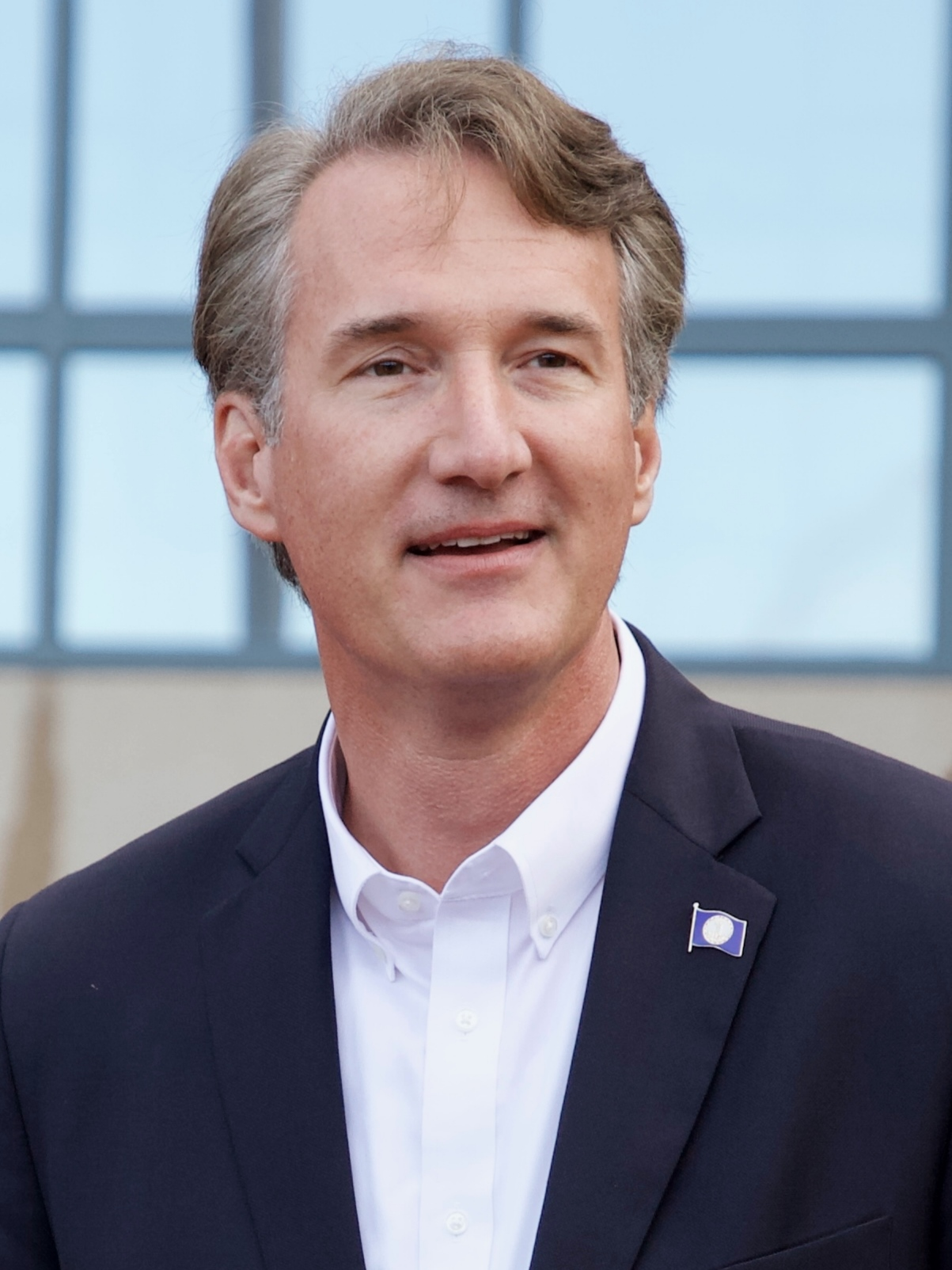
Glenn Youngkin

- 1966: Kirsten Gillibrand, política estadounidense.
- 1966: David Torres, escritor español.
- 1966: Toby Huss, actor estadounidense.
- 1966: Glenn Youngkin, empresario y político estadounidense, Gobernador de Virginia desde 2022.
- 1967: Joshua Bell, violinista estadounidense.
- 1967: Ernesto Jerez, locutor y comentarista deportivo dominicano.
- 1967: Óscar Barberán, actor y director de doblaje español.
- 1968: Kurt Angle, luchador profesional estadounidense.
- 1968: Brian Bell, guitarrista estadounidense, de la banda Weezer.
- 1968: Pedro García Aguado, waterpolista y presentador de televisión español.
- 1969: Jakob Dylan, vocalista estadounidense, de la banda The Wallflowers.
- 1969: Bixente Lizarazu, futbolista francés.
- 1970: Djalminha (Djalma Feitosa Dias), futbolista brasileño.
- 1971: Víctor Hugo Aristizábal es un exfutbolista colombiano que se desempeñaba como delantero.
- 1972: Reiko Aylesworth, actriz estadounidense.
- 1972: Fabrice Santoro, tenista francés.
- 1972: Tré Cool, músico de rock y baterista estadounidense, de la banda Green Day.
- 1974: Nacho Vegas, músico y poeta español.
- 1975: Patricio Pron, escritor argentino.
- 1976: Dante Spinetta, cantante argentino.
- 1977: Imogen Heap, cantautora británica.
- 1977: Ana Pastor, periodista española.
- 1978: Jesse Metcalfe, actor estadounidense.
- 1978: Guillermo Pfening, actor argentino.
- 1979: Olivia Lufkin, cantante y compositora japonesa.
- 1980: Santiago Silva, futbolista uruguayo.
- 1980: Simon Helberg, actor estadounidense.
- 1981: Patricio Arellano, cantante, compositor y actor argentino.
- 1981: Mardy Fish, tenista estadounidense.
- 1981: Nani Jiménez, actriz y modelo española.
- 1982: Hiroaki Namba, futbolista japonés.
- 1983: Dariusz Dudka, futbolista polaco.
- 1983: Adolphe Tohoua, futbolista marfileño.
- 1983: Tsubasa Oshima, futbolista japonés.
- 1984: Jesús Ociel Baena, activista defensor de los derechos LGBTI+ y magistrade del Estado de Aguascalientes, México (f. 2023).
- 1985: Ricardo Quevedo, comediante y actor de cine colombiano.
- 1986: Issam El Adoua, futbolista marroquí.
- 1988: Kwadwo Asamoah, futbolista ghanés.
- 1988: Georges Mandjeck, futbolista camerunés.
- 1990: LaFee, cantante alemana.
- 1990: Éabha McMahon, cantante irlandesa.
- 1990: Ashleigh Brewer, actriz australiana.
- 1990: Yauhen Tsurkin, nadador bielorruso.
- 1990: Mario Paonessa, remero italiano.
- 1990: Evson Patrício, futbolista brasileño.
- 1990: Craig Eastmond, futbolista inglés.
- 1991: Choi Minho, cantante, actor, modelo y bailarín surcoreano.
- 1991: PnB Rock, rapero estadounidense (f. 2022).
- 1992: Maksím Kóval, futbolista ucraniano.
- 1992: Milan Lalkovič, futbolista eslovaco.
- 1992: Lukáš Pauschek, futbolista eslovaco.
- 1992: Ibtissam Jraïdi, futbolista marroquí.
- 1994: Giorgos Giakoumakis, futbolista griego.
- 1995: McKayla Maroney, gimnasta estadounidense.
- 1995: Jessica Bohórquez, presentadora y actriz colombiana.
- 1995: Akeem Roach, futbolista trinitense.

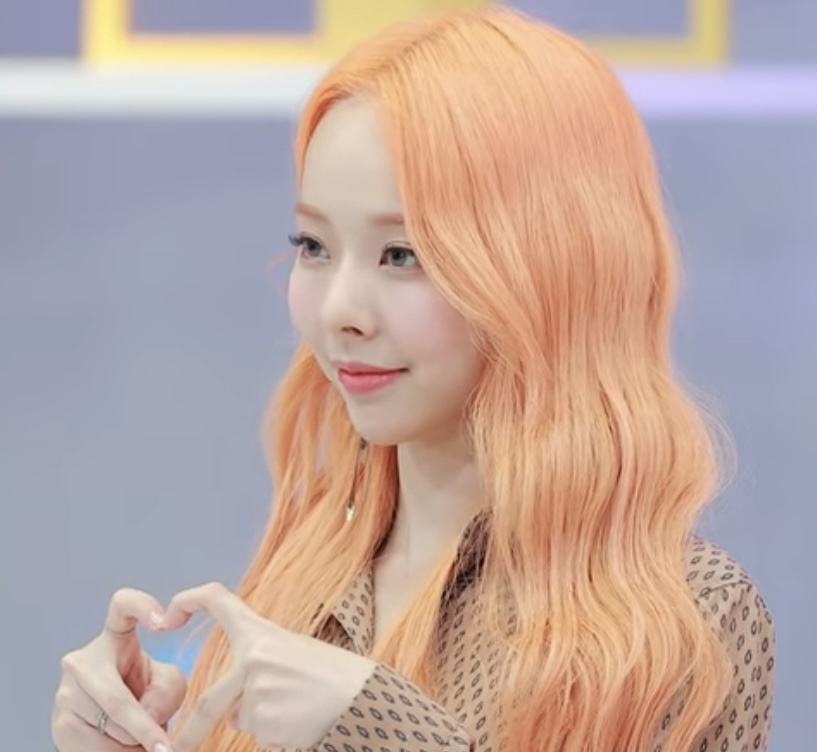
ViVi

- 1996: Leah Lewis, actriz estadounidense.
- 1996: ViVi, cantante, miembro del grupo Loona
- 1996: Monty Patterson, futbolista neozelandés.
- 1996: Ryuho Kikuchi, futbolista japonés.
- 1997: Alexander Bah, futbolista danés.
- 1997: Gaspar Panadero Zamora, futbolista español.
- 1997: Harvey Barnes, futbolista inglés.
- 1997: Louie Varland, beisbolista estadounidense.
- 1998: Stéphane Diarra, futbolista marfileño.
- 1999: Junior Arteaga, futbolista nicaragüense.
- 2000: Sadat Anaku, futbolista ugandés.
- 2001: Cameron Archer, futbolista británico.

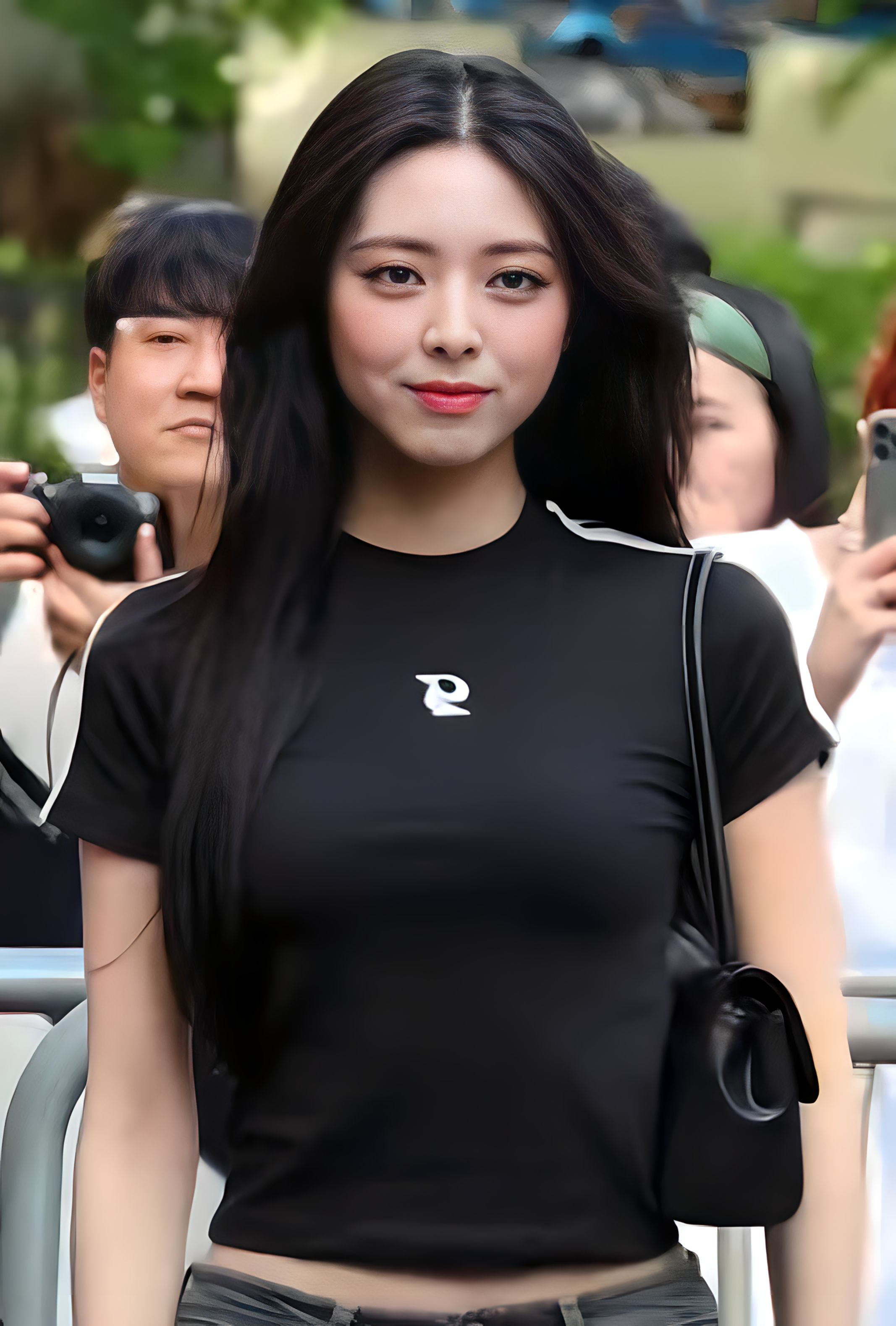
Shin Yu-na

- 2003: Shin Yu-na, cantante surcoreana, miembro del grupo Itzy

## Fallecimientos
- 1165: Malcolm IV de Escocia, rey de Escocia (n. 1141).
- 1437: Segismundo de Luxemburgo, emperador germánico entre 1410 y 1437 (n. 1368).
- 1544: Teófilo Folengo, poeta italiano (n. 1491).
- 1565: Pío IV, papa italiano entre 1559 y 1565 (n. 1499).
- 1568: Fernando Valdés Salas, político y eclesiástico español (n. 1483).
- 1625: Ubbo Emmius, historiador y geógrafo neerlandés (n. 1547).
- 1641: Anton van Dyck, pintor belga (n. 1599).
- 1666: Guercino (Giovanni Francesco Barbieri), pintor barroco italiano (n. 1591).
- 1669: Clemente IX, papa italiano (n. 1600).
- 1674: Edward Hyde, hombre de estado e historiador británico (n. 1609).
- 1706: Pedro II, rey portugués (n. 1648).
- 1715: Benedetto Gennari el Joven, pintor italiano (n. 1633).
- 1718: Vincenzo Maria Coronelli, cartógrafo y enciclopedista italiano (n. 1650).
- 1793: Yolande de Polastron, aristócrata francés (n. 1749).
- 1798: Johann Reinhold Forster, naturalista polaco de origen alemán (n. 1729).
- 1830: Heinrich Christian Friedrich Schumacher, botánico y anatomista danés (n. 1757).
- 1838: René-Pierre Choudieu, político revolucionario francés (n. 1761).
- 1851: Ramón Freire, político, militar, director supremo y presidente chileno (n. 1787).
- 1854: Almeida Garrett, poeta, dramaturgo y político portugués (n. 1799).
- 1858: Robert Baldwin, político canadiense (n. 1804).
- 1887: Mahmadu Lamine, militar senegalés (n. ¿?).
- 1902: Ramona Andreu, impresora española (n. 1842).
- 1916: Natsume Sōseki, novelista japonés (n. 1867).
- 1916: Théodule-Armand Ribot, psicólogo francés (n. 1839).
- 1925: Pablo Iglesias, político español fundador del PSOE y de la UGT (n. 1850).
- 1933: Roberto Novoa Santos, médico español (n. 1885).
- 1936: Juan de la Cierva, ingeniero español (n. 1895).
- 1937: Nils Gustaf Dalén, físico e ingeniero sueco, premio nobel de física en 1912 (n. 1869).
- 1942: Oskari Mantere, pedagogo y político finlandés (n. 1874).
- 1959: Luis Astrana Marín, escritor español (n. 1889).
- 1964: Edith Sitwell, poeta y crítica británica (n. 1887).
- 1969: Leonardo Cilaurren, futbolista español (n. 1912).
- 1971: Ralph Bunche, diplomático estadounidense, premio nobel de la paz en 1950 (n. 1904).
- 1972: William Dieterle, cineasta y actor estadounidense, de origen alemán (n. 1893).
- 1975: William A. Wellman, cineasta estadounidense (n. 1896).
- 1976: Fernando María Castiella, político y diplomático español (n. 1907).
- 1977: Clarice Lispector, escritora brasileña (n. 1920).
- 1980: Maneco Galeano, músico paraguayo (n. 1945).
- 1984: Nicholas Razzle Dingley, bajista británico, de la banda Hanoi Rocks (n. 1960).
- 1988: Rafael Luis Calvo, actor español (n. 1911).
- 1992: Franco Franchi, actor italiano (n. 1928).
- 1992: Vincent Gardenia, actor estadounidense (n. 1922).
- 1992: Luisito Rey, cantante español (n. 1945).
- 1994: Max Bill, pintor suizo (n. 1908).
- 1995: Douglas Corrigan, aviador estadounidense (n. 1907).
- 1996: Mary Leakey, paleoantropóloga británica (n. 1913).
- 1996: Alain Poher, político francés (n. 1909).
- 1998: Archie Moore, boxeador estadounidense (n. 1916).
- 1999: Alma Bressán, guionista argentina (n. 1928).
- 1999: Álvaro Tarcicio, actor de teatro y doblaje mexicano (n. 1934).
- 2002: Mary Hansen, músico australiano, de la banda Stereolab (n. 1966).
- 2003: Raúl Savoy, futbolista argentino (n. 1940).
- 2004: Lea De Mae, modelo y actriz porno checa (n. 1976).
- 2004: Paul Edwards, filósofo austríaco-estadounidense (n. 1923).
- 2005: Robert Sheckley, escritor estadounidense (n. 1928).
- 2005: Enrique Rubio, periodista español (n. 1920).
- 2006: Lauren Postigo, crítico musical español (n. 1928).
- 2008: Alicia Aller, actriz argentina (n. 1940).
- 2008: Juan Jesús León, escritor español (n. 1946).
- 2009: Rodrigo Carazo, político y presidente costarricense (n. 1926).
- 2009: Liana Lombard (Lía Cyngiser), actriz argentina (n. 1932).
- 2010: Fausto Sarli, diseñador de modas italiano (n. 1927).
- 2010: James Moody, saxofonista y cantante estadounidense de jazz (n. 1925).
- 2012: Jenni Rivera, cantante, compositora, actriz, empresaria y productora mexicano-estadounidense (n. 1969).
- 2012: Patrick Moore, astrónomo y presentador de televisión británico (n. 1923).
- 2013: Eleanor Parker, actriz estadounidense (n. 1922).
- 2014: Joan Garces Queralt, músico español (n. 1914).
- 2014: Ángel Jalili Lira, músico mexicano del programa En Familia Con Chabelo (n. 1929).
- 2015: Alberto Podestá, cantor de tangos argentino (n. 1924).
- 2015: Carlo Furno, cardenal italiano (n. 1921).
- 2015: Julio Terrazas Sandoval, cardenal boliviano (n. 1936).
- 2019: Marie Fredriksson, cantante sueca, voz del dúo Roxette (n. 1958).
- 2019: Santiago Bal, actor, comediante, autor y director argentino (n. 1936).
- 2020: Paolo Rossi, futbolista italiano (n. 1956).
- 2021: Carmen Salinas, actriz, comediante, política y empresaria teatral mexicana (n. 1939).
- 2021: Lina Wertmüller, directora de cine y guionista italiana (n. 1928).
- 2021: Al Unser, piloto estadounidense de automovilismo (n. 1939).
- 2022: Joseph Kittinger, aviador estadounidense (n. 1928).

## Celebraciones
- Día Internacional contra la Corrupción. La fecha fue proclamada por la Asamblea General de las Naciones Unidas en 2003 para aumentar la sensibilización respecto de la corrupción, que es un complejo fenómeno social, político y económico, que afecta a todos los países. Tiene repercusiones negativas en todos los aspectos de la sociedad y está profundamente ligada a los conflictos y la inestabilidad.

- Día Internacional para la Conmemoración y Dignificación de las Víctimas del Crimen de Genocidio y para la Prevención de ese Crimen.

- Día Internacional de la Dignidad de las Niñas, Niños y Adolescentes Trabajadores.[7]Tiene como objetivo concientizar a la población mundial acerca de la importancia de reconocer, valorar y proteger los derechos de los niños, niñas y adolescentes trabajadores, en todo el mundo. Data su origen el 9 de diciembre del año 1996, en un encuentro internacional celebrado en la ciudad de Kundapura, India.

- Día internacional del Laicismo y de la Libertad de Conciencia. Laicismo es un principio o corriente ideológica a través de la cual se busca que exista un mayor entendimiento, concordia y mayor convivencia entre los seres humanos. Acordado por la entidad española Europa Laica, en 1910, por coincidir con la aprobación de la Ley francesa de separación de la Iglesia y el Estado de 1905 y el día que se proclamó la Constitución no confesional española de la Segunda República española en 1931.

- Día Mundial de la Informática.[8]Se conmemora el nacimiento de Grace Murray Hopper, pionera en el mundo de las Ciencias de la Computación y creadora del primer lenguaje complejo de ordenador universal, el COBOL (Common Business-Oriented Language), orientado a la informática de gestión. La informática es el área de la ciencia que se encarga de estudiar la administración de métodos, técnicas y procesos con el fin de almacenar, procesar y transmitir información y datos en formato digital.

- Día de la Tarjeta Navideña o de Navidad. Se rinde homenaje a las primeras creadas este día del lejano 1843 por Sir Henry Cole en Londres, las que se comercializaron de forma impresa a partir de 1874 en Estados Unidos.

 Por países
(Por orden alfabético)
- Antigua y Barbuda:
  - Día de V.C. Bird.[9]Este día conmemora las contribuciones de Sir Vere Cornwall Bird a la nación. A veces llamado Día de los Héroes Nacionales. Marcado por discursos y reuniones familiares.

- Argentina:
  -  Misiones: 
    - Aniversario de Panambí.[10]
Fundación: 9 de diciembre de 1938 (86 años).

- Perú:
  - Batalla de Ayacucho.[11]Feriado nacional en conmemoración del último gran enfrentamiento de las guerras de independencia hispanoamericanas en América del Sur. Tuvo lugar en la Pampa de Quinua en Ayacucho, el 9 de diciembre de 1824. Selló la independencia del Perú.
  -  Día del Ejército.

- Rusia:
  - Día de los Héroes de la Patria.
(en ruso: День Героев Отечества).
(en inglés: Day of Heroes of the Fatherland).

- Sri Lanka:
  - Día de la Armada.
(en inglés: Navy Day).

- Tanzania:
  - Día de la Independencia. Celebra la independencia de Tanganica de Gran Bretaña en 1961.

### Santoral católico

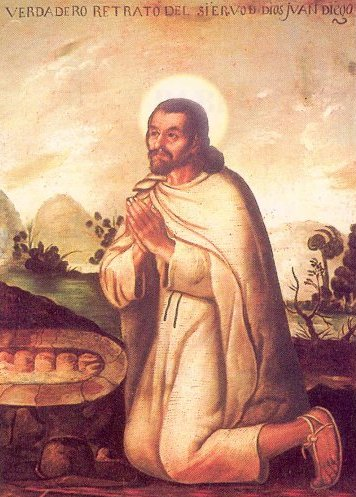
Pintura de San Juan Diego en la Basílica de Guadalupe (México).

- San Juan Diego Cuauhtlatoatzin (1548).[12]
- Santa Leocadia de Toledo, virgen y mártir (303).[12]
- San Siro de Pavía, obispo (s. IV).
- Santa Gorgonia de Nazianzo (c. 370).[12]
- San Cipriano de Geneouillac, abad (s. VI).[12]
- San Pedro Fourier, presbítero (1640).[12]
- Santa Wulfilda.[12]
- Beato Bernardo María de Jesús Silvestrelli, presbítero (1911).[12]
- Beato José Ferrer Esteve, presbítero y mártir (1936).
- Beatos Ricardo de los Ríos Fabregat, Julián Rodríguez Sánchez y José Giménez López, presbíteros y mártires (1936).
- Venerable Fulton Sheen.[12]

### Santoral ortodoxo
- Las Iglesias Ortodoxas, celebran la fiesta de la Concepción de Theotokos, que conmemora la concepción de la Virgen María, por sus padres Joaquín y Ana, un día después que la fiesta Católica de la Inmaculada Concepción de la Santísima Virgen María y de la fiesta Anglicana de la Concepción de la Santísima Virgen María, ambas el 8 de diciembre .